# Liste der Kulturgüter in Hofstetten bei Brienz
Die Liste der Kulturgüter in Hofstetten bei Brienz enthält alle Objekte in der Gemeinde Hofstetten bei Brienz im Kanton Bern, die gemäss der Haager Konvention zum Schutz von Kulturgut bei bewaffneten Konflikten, dem Bundesgesetz vom 20. Juni 2014 über den Schutz der Kulturgüter bei bewaffneten Konflikten sowie der Verordnung vom 29. Oktober 2014 über den Schutz der Kulturgüter bei bewaffneten Konflikten unter Schutz stehen.
Objekte der Kategorie A sind vollständig in der Liste enthalten, Objekte der Kategorie B sind im Gemeindegebiet nicht ausgewiesen, Objekte der Kategorie C fehlen zurzeit (Stand: 25. Februar 2024). Unter übrige Baudenkmäler sind geschützte Objekte zu finden, die im Bauinventar des Kantons Bern als «schützenswert» verzeichnet sind.

## Kulturgüter
| Foto | | Objekt | Kat. | Typ | Standort                           | Beschreibung |
| ---- | --- | --- | ---- | --- | ---------------------------------- | --- |
| ja   | Datei hochladen · Wikidata zu Freilichtmuseum Ballenberg (Q680419)                                             | Schweizerisches Freilichtmuseum Ballenberg KGS-Nr.: 00813                                                                                             | A    | S   | Museumsstrasse 649569 / 177800     | Freilichtmuseum mit mehr als hundert Originalen historischer Gebäude aus allen Landesteilen. Vorgestellt werden charakteristische Hauslandschaften mit Haus- und Hofgruppen, in denen die Wirtschaftsgebäude gemäss der ehemaligen Betriebsform angeordnet sind. Das Innere der Häuser ist mit entsprechendem Mobiliar und traditionellem Arbeitsgerät ausgestattet. Ebenso werden bäuerliche Nebengewerbe, traditionelle Handwerke und Formen ländlicher Heimarbeit präsentiert. Das Objekt liegt zum Teil jeweils auf den Gemeindegebieten von Hofstetten bei Brienz (KGS-Nr. 813) und von Brienzwiler (Nr. 8545) |
| BW   | Datei hochladen · Wikidata zu Bibliothek und wissenschaftliche Archive Freilichtmuseum Ballenberg (Q113330110) | Bibliothek und wissenschaftliche Archive Ballenberg, Freilichtmuseum der Schweiz (inkl. ehemaliges Archiv für Bauernausforschung, Zug) KGS-Nr.: 03397 | A    | S   | Museumsstrasse 100 648876 / 177917 | |

## Übrige Baudenkmäler
Hinweis: Anstelle der KGS-Nummer wird als Objekt-Identifikator (ID) die Grundstücksnummer verwendet.
| ID      | Foto |                 | Objekt                      | Typ | Standort                               | Beschreibung |
| ------- | ---- | --------------- | --------------------------- | --- | -------------------------------------- | ------------ |
| 89      | BW   | Datei hochladen | Bäuerliches Wohnhaus (1876) | G   | Dorfstrasse 39 648588 / 178184         |              |
| 224     | BW   | Datei hochladen | Bauernhaus (1879)           | G   | Bärglistrasse 2 648456 / 178635        |              |
| 347     | BW   | Datei hochladen | Bauernhaus (1837)           | G   | Stalden-Sprenggiweg 14 648709 / 178620 |              |
| 493 ff. | BW   | Datei hochladen | Bauernhaus (frühes 19. Jh.) | G   | Vordergasse 25, 29 648920 / 178579     |              |
| 516     | BW   | Datei hochladen | Feldofen (frühes 19. Jh.)   | G   | Vordergasse 7b 648756 / 178465         |              |
| 693     | BW   | Datei hochladen | Bauernhaus (um 1800)        | G   | Hintergasse 11 648915 / 178475         |              |